# Euprosterna
Euprosterna is een geslacht van vlinders van de familie slakrupsvlinders (Limacodidae).

## Soorten
- E. aroensis (Schaus, 1901)
- E. cochlidionis Dyar, 1907
- E. cora (Schaus, 1920)
- E. elaeasa Dyar, 1906
- E. hosia Dyar, 1912
- E. lacipea (Druce, 1890)
- E. notula (Dognin, 1916)
- E. pernambuconis Dyar, 1906
- E. sapucaya Dyar, 1906
- E. urba (Druce, 1887)
- E. vagabunda Dyar, 1924